# Висамбур (округ)
Висамбур (фр. Wissembourg) — упразднённый округ (фр. Arrondissement) региона Эльзас во Франции. Департамент округа — Нижний Рейн. Супрефектура — Висамбур. В 2015 году был объединён с округом Агно в новый округ Агно-Висамбур.
Население округа на 2006 год составляло 67 165 человек. Плотность населения составляет 112 чел./км². Площадь округа составляет всего 598 км². В состав округа входит муниципалитет Шёненбург.

## Кантоны
До своего упразднения включал в себя:
- Лотербур (центральное бюро - Лотербур)
- Сельц (центральное бюро - Сельц)
- Сульц-су-Форе (центральное бюро - Сульц-су-Форе)
- Висамбур (центральное бюро - Висамбур)
- Вёрт (центральное бюро - Вёрт)